# Peter Leslie Noerr
Dr. Peter Leslie Noerr (eller Peter Noerr) (født Marts 1946 i Leicester, England – død 15. marts 2013)

Peter Noerr blev født i Leicester, England og voksede op i Johannesburg, Sydafrika, hvortil hans familie flyttede i 1951. Han blev uddannet i fysik ved University of Witswatersrand i Sydafrika og en ph.d. i informationsvidenskab fra City University of London.
Peter blev bredt betragtet som en pioner indenfor informationssøgning og softwareudvikling. Han og hans kone, Kathleen T. Noerr, medvirkede to succesrige virksomheder - IME Ltd. og MuseGlobal Inc. Begge firmaer markedsførte software systemer, som Peter designede.